# Route nationale 479
Die N479 war von 1933 bis 1973 eine französische Nationalstraße, die zwischen der N478 südlich von Decize und Moulins verlief. Ihre Länge betrug 27 Kilometer. 1994 wurde die Nummer N479 als Seitenast der N79 zwischen der Abfahrt 5 der A40 und der N79 nordwestlich von Bourg-en-Bresse verwendet. Dabei lief sie auf 3 Kilometern auf der alten Trasse der N75. 2006 wurde dieser Seitenast abgestuft.